# Annunaki (Band)
Annunaki ist eine US-amerikanische Metal-Band, die im Jahr 2005 in Bayonne, New Jersey, gegründet wurde.

## Geschichte
Die Band wurde gegen Ende des Jahres 2005 von Schlagzeuger Kevin Kuzma, Gitarrist John Blicharz und Bassist Karl Odenwalder gegründet. Zusammen suchten sie einen geeigneten Sänger und fanden diesen mit Tony Stanziano kurze Zeit später. Noch im selben Jahr nahmen sie die EP Incarcerate in Rapture auf.
Das Debütalbum Throne of the Annunaki wurde zusammen mit Eric Kvortek in den Trax East Studios (God Forbid, Symphony X, Sinai Beach) aufgenommen und von West-West Side Music mit Alan Douches (Suffocation, Cannibal Corpse, Krisiun, Nile) gemastert.
Nach der Veröffentlichung des Albums folgten Auftritte zusammen mit Bands wie Deicide, Carnivore, Immortal, Dying Fetus, Possessed, Rumpelstiltskin Grinder, Horna, Mortician, Anal Cunt, 1349, Master, Nachtmystium, Vital Remains, Embalmer, Skeletonwitch, Desolation, Painmuseum, Agent Steel oder Temple of Brutality. Zudem hatte die Band auch einen Auftritt auf dem Milwaukee Metalfest im Jahr 2007.

## Stil
Die Band spielt eine Mischung aus Thrash-, Death- und Black-Metal, wobei die Band mit Bands aus diesen drei Genres verglichen wird. Einige davon sind Morbid Angel, Vader, Cannibal Corpse, Immolation, Sodom, Kreator, Protector, Immortal und Dissection. Die Lieder sind dabei einfach gehalten, sind jedoch sehr variabel in ihrem Klang.

## Diskografie
- 2005: Incarcerate in Rapture (EP, Eigenveröffentlichung)
- 2007: Throne of the Annunaki (Album, Militia Records)
- 2009: Annunaki / Anticosm (Split-Album mit Anticosm, Eigenveröffentlichung)